# Ichihara Mitsuki
Mitsuki Ichihara (sinh ngày 31 tháng 1 năm 1986) là một cầu thủ bóng đá người Nhật Bản.

## Sự nghiệp câu lạc bộ
Mitsuki Ichihara đã từng chơi cho JEF United Chiba.